# Марпа
Марпа Чьокий Лодро (1012 – 1097), известен като Марпа Лоцава (преводача) е носител на приемствеността на линията Кагю на Ваджраяна. Тъй като по негово време създаденото в Тибет от Падмасамбхава вече е почти напълно разрушено от шаманистите той предприема три пътувания през Хималаите до Индия. Прекарва няколко години в Непал и около шестнадесет години в тропическа Индия, среща се с множество учители, сред които централни са Наропа и Майтрипа.

## Биография
Марпа е роден в Лходрак в Южен Тибет в семейство на заможни и влиятелни земевладелци. Още като момче той се отличава със силата и непокорния си характер, но също така с голяма интелигентност и буден ум. На 12-годишна възраст започва с изучаването на санскрит и различни индийски диалекти, както и будистки дисциплини в течение на три години при лама на име Дрокми Лоцава, който е важен за възникването на традицията Сакя. След като получил най-доброто образование, което му позволяват тибетските условия той решава да се отправи в Индия и да се учи при великите будистки учители на своето време. Взема дела си от семейното наследство, превръща го в злато за да посрещне разходите по пътуването и за да осигури богати дарове за учителите, с които се среща.
Остава в Непал за няколко години, където учи при Пайндапа и Читерпа, близки ученици на Наропа, като също успява да се аклиматизира след почти арктическия климат на родния си Тибет. Марпа се отправя в Индия за да се срещне с Наропа в Пулахари, получава поучения и от Джнанагарбха, Шантибхадра, по-известен като Куккурипа, Майтрипа и много други учители. Следват премеждия, включващи това, че негов завистлив спътник изхвърля в буйните води на една река всичките будистки текстове, които Марпа събрал за тези години. В крайна сметка обаче разбира, че приемствеността, която носи, е по-важна от писаните текстове.
Той се връща в Тибет и там около него се събират първите му ученици – Нгоктон Чходор, Марпа Голег и Цхуртон Вангял. По това време той взима няколко съпруги, което не било необичайно за средновековен Тибет. Всички те били негови ученички, а първата му съпруга Дагмема била и високо реализиран учител. По-късно всички очаквали първородния им син Дарма Доде да поеме приемствеността на линията от своя баща. След второто му пътуване в Индия към учениците на Марпа се присъединяват Метон Цонпо и Миларепа, най-прославеният йогин, поет и просветлен учител на Тибет. Когато предприема третото си и последно преминаване на Хималаите вече е доста възрастен, но непреклонно отхвърля увещанията на близките си и заминава сам, за да получи и последните посвещения от своя гуру.
След завръщането му Дарма Доде загива и приемник на линията става Миларепа, който я довежда до небивал разцвет и оставя множество ученици. Особено известни са множеството стихове, изразяващи просветлените му прозрения.
Според Кагю традицията Марпа пренася съзнанието на загиналия си син в тялото на току-що умрял гълъб. Този гълъб отлита в Индия и пренася ума си в тялото на починал младеж, известен по-късно като будисткия учител Типупа (от „типху“ – гълъб на местния индийски диалект), който взема своето място в по-късната история на линията. Целият живот на Марпа е отдаден на изучаване, практикуване, преподаване и превод на учението на Буда на Тибетски.